# Skrunda
Skrunda (németül: Schrunden) város Lettországban, az ország legfiatalabb városa.

## Fekvése
A település a Venta folyó partján, Kurzeme tájegységben helyezkedik el.

## Története
Skrundát írásos feljegyzés 1253-ban említi először. 1368-ban a Német lovagrend várat épített a Venta kanyarjában, azonban napjainkra még a vár romjai is eltűntek. A nagy északi háború idején a település elpusztult. 1881-ben egy lovas postaállomás volt a város helyén.
A település 1996-ban kapott városi jogokat.

## Lakossága
Skrunda lakosságának 86,9%-a lett, 4,5%-a orosz, 4,5%-a litván, 4,1%-a pedig egyéb nemzetiségű.

## Látnivalók
Skrunda közepének nevezetes látnivalói a Venta partján található dolomit sziklák, az Ātraiskalns és a 26 méter magas Gobdziņu klintis.

## Híres skrundaiak
- Itt született Aivars Lazdenieks (1954), olimpiai ezüstérmes szovjet-lett evezős.

## Külső hivatkozások
- A város hivatalos honlapja